# Gorica Jamnička
Gorica Jamnička je naseljeno mjesto u Republici Hrvatskoj u Zagrebačkoj županiji. 

## Zemljopis
Administrativno je u sastavu općine Pisarovina. Naselje se proteže na površini od 8,11 km².

## Stanovništvo
Prema popisu stanovništva iz 2001. godine u Gorici Jamničkoj živi 126 stanovnika i to u 38 kućanstava. Gustoća naseljenosti iznosi 15,54 st./km².
| broj stanovnika | 253   | 291   | 302   | 330   | 366   | 335   | 328   | 351   | 327   | 316   | 267   | 230   | 206   | 167   | 126   | 116   | 99    |
|                 | 1857. | 1869. | 1880. | 1890. | 1900. | 1910. | 1921. | 1931. | 1948. | 1953. | 1961. | 1971. | 1981. | 1991. | 2001. | 2011. | 2021. |